# Naissance en 1354
Naissance
- 1350
- 1351
- 1352
- 1353
- 1354
- 1355
- 1356
- 1357
- 1358

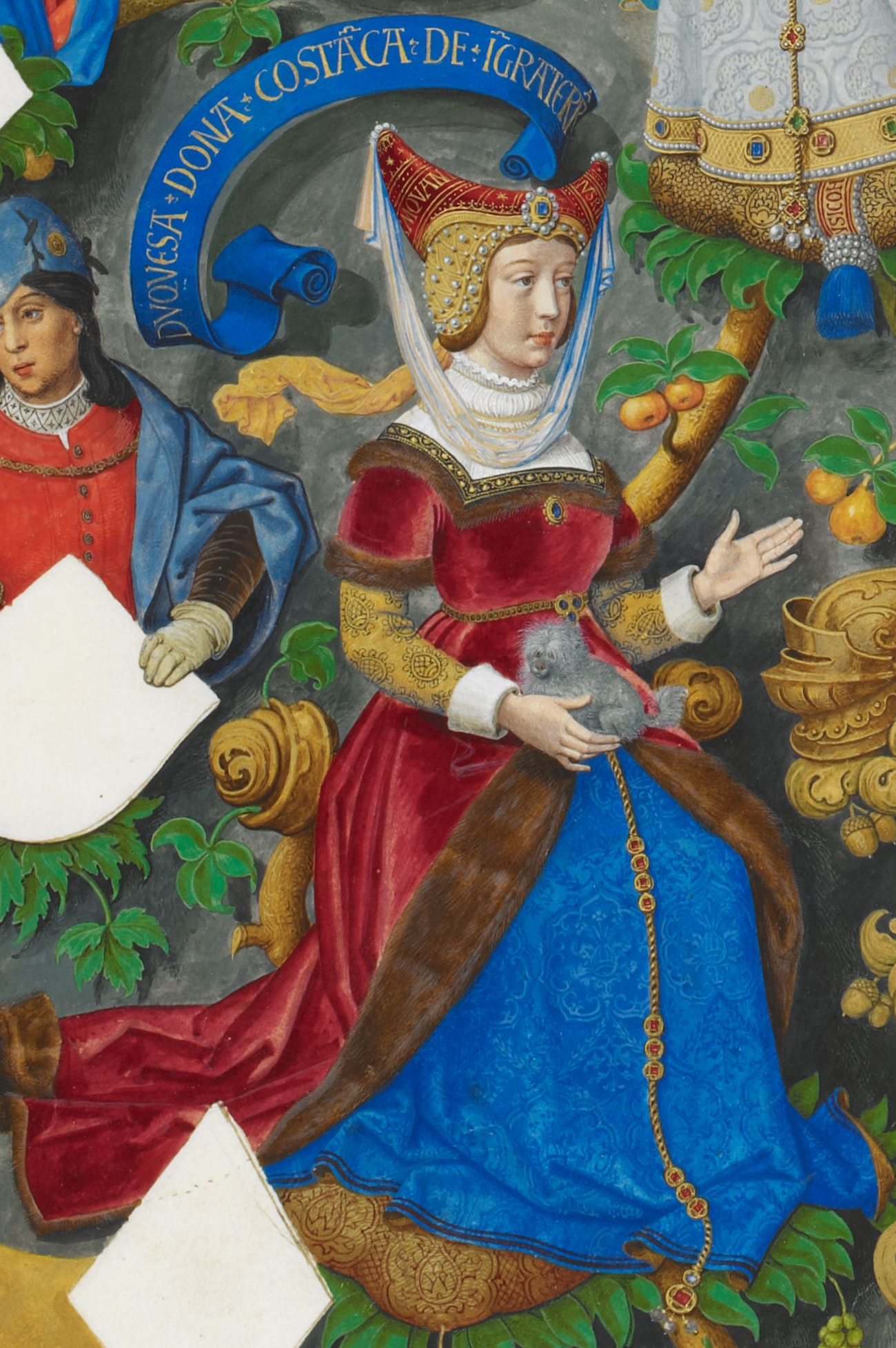
Constance de Castille, née en 1354.

Cette page dresse une liste de personnalités nées au cours de l'année 1354  :
- Constance de Castille, duchesse d'Aquitaine.
- Éric IV de Saxe-Lauenbourg, duc de Saxe-Lauenbourg.
- Jean de Grouchy, chevalier normand, 1er du nom sieur de Montérolier.
- Marguerite de Joinville, comtesse de Vaudémont et dame de Joinville.
- Jean de Montreuil, ou Jean Charlin, homme d'État, humaniste et écrivain politique français.
- Valéran III de Nassau, comte de Nassau-Wiesbaden, comte de Nassau-Idstein.
- Odon de Villars, ou Eudes de Villars, damoiseau des comtes de Savoie, chevalier de l’ordre du Camail, seigneur du Montellier, de Montribloud, de Saint-Sorlin et du Thor, comte de Genève, Capitaine général du pape Clément VII, recteur du Comtat Venaissin et gouverneur de Nice.
- Alonso Enríquez, amiral de Castille et seigneur de Medina de Rioseco.
- Prince Jinan, secrétaire général du dernier roi de la dynastie de Koryo.

## Crédit d'auteurs
- Cet article est partiellement ou en totalité issu de l'article intitulé « 1354 » (voir la liste des auteurs).